# Brecha de Michoacán
La Brecha de Michoacán (también conocida como Michoacan Gap) es una Brecha sísmica ubicada en el océano Pacífico mexicano, frente a la costa de los estados de Michoacán y Guerrero, con una extensión en el orden de los 200 km, desde Petatlán, Guerrero hasta Coalcomán, Michoacán.
Al igual que la brecha de Guerrero, se ubica dentro de la zona de subducción entre la Placa de Cocos y la placa Norteamericana, en donde la primera se introduce por debajo de la segunda.
En esta región tuvo lugar el terremoto de México de 1985 que dejó numerosas víctimas y daños en la Ciudad de México.

## Historia sísmica
Según un análisis histórico de la brecha, dentro de esta región no ocurrió un sismo grande mayor a magnitud 7,5 durante el siglo XIX; fue hasta el 7 de junio de 1911 cuando se produjo un terremoto de magnitud 7.8 con epicentro en la costa de Michoacán.
A partir de entonces, la región no registró actividad sísmica de consideración hasta la ocurrencia del Terremoto de Colima de 1973, que alcanzó una magnitud de 7.6, y el terremoto de Petatlán de 1979, también con magnitud 7.6; con el estudio de estos dos eventos y la ruptura de la falla de los sismos, se pudo identificar la longitud de la brecha.
Hasta entonces, los sismólogos estimaban la probabilidad de un terremoto de gran magnitud al haberse acumulado suficiente energía en la parte central de la brecha desde el terremoto de 1911.
El 24 de octubre de 1981, ocurrió un terremoto de magnitud 7,3 cerca de Playa Azul, Michoacán, sin embargo, se estimó que este sismo no había sido lo suficientemente grande para liberar la energía acumulada en la brecha de Michoacán desde 1911.
El 19 de septiembre de 1985, a las 07:17:47 hora local ocurrió un terremoto de 8,1 (MW) en la costa de Michoacán que finalmente liberó gran parte de esa energía acumulada, causando gran número de víctimas y daños a la Ciudad de México.
La energía elástica de la falla se liberó completamente durante la mayor réplica de este terremoto, ocurrida el 20 de septiembre de 1985 a las 19:37:13 hora local, con epicentro cerca de Zihuatanejo, Guerrero, al sureste del sismo principal.
Otra réplica ocurrió el 30 de abril de 1986, con una magnitud de 7.0, localizándose al noroeste del epicentro del sismo principal de 1985.
El 19 de septiembre de 2022 ocurrió un fuerte y gran terremoto que tuvo una de magnitud de 7.7 con epicentro 63 km al sur de Coalcomán, Michoacán

## Últimos eventos sísmicos en la brecha
| Fecha y hora                                                                    | MW                               | Epicentro | Zonas afectadas                                                                      | Daños, víctimas y/o observaciones |
| ------------------------------------------------------------------------------- | -------------------------------- | --- | ------------------------------------------------------------------------------------ | --- |
| 7 de junio de 1911 X                                                            | 7,8 (según SSN) 7,7 (según USGS) | Costa de Michoacán                                                                                                   | Distrito Federal                                                                     | 40 muertos (33 artilleros y 7 mujeres) y 16 heridos en el derrumbe del ala derecha de los dormitorios del 3.er. regimiento de artillería ubicado en Rivera de San Cosme. La colonia Santa María la Ribera de la capital fue la que resultó más afectada, otros edificios como el Palacio Nacional, la Escuela Normal para Maestros, la Escuela Preparatoria, la Inspección de Policía y el Instituto Geológico registraron cuarteaduras; un total de 250 casas quedaron totalmente destruidas. Devastación en Ciudad Guzmán, Jalisco y el derrumbe del Edificio EL IMPARCIAL antes del Hotel Regis (1914-1985) hoy Plaza de la solidaridad. Es conocido como el temblor maderista por haber ocurrido el día en que Francisco I. Madero entró a la Ciudad de México, en la etapa inicial de la Revolución Mexicana. |
| 24 de octubre de 1981 9:22:15 p. m. (3:22:15 UTC, 25 de octubre de 1981)        | 7,3 (según SSN) 7,2 (según USGS) | Cerca de Playa Azul, Michoacán (18°11′N 102°01′O / 18.183, -102.017)                                                 | X                                                                                    | El sismo registró una profundidad de 19.0 km. |
| 19 de septiembre de 1985 7:17:47 a. m. (13:17:47 UTC)                           | 8,1 (según SSN) 8,0 (según USGS) | Costa de Michoacán 17°06′N 102°05′O / 17.100, -102.083                                                               | Centro, sur y occidente de la República Mexicana (especialmente la Ciudad de México) | La cifra del gobierno fue oficialmente de alrededor de 10 000 muertos; sin embargo, fuentes extraoficiales afirmaron que pudieron haber llegado a ser más de 40 000 sólo en la Ciudad de México. El sismo tuvo una grado de intensidad y afectación variable en el Valle de México, siendo catalogado en la porción central de la Ciudad de México como VIII (Destructivo) o IX (Ruinoso), mientras que en la parte metropolitana dentro del grado VI (Fuerte) en la escala de Mercalli. |
| 20 de septiembre de 1985 7:37:13 p. m. (01:37:13 UTC, 21 de septiembre de 1985) | 7,5                              | Cerca de Zihuatanejo, Guerrero 18°23′N 12°2′O / 18.383, -12.033                                                      | Centro, sur y occidente de la República Mexicana (especialmente la Ciudad de México) | Réplica más significativa del sismo del 19 de septiembre de 1985, la cual tuvo una profundidad de 17.6 km. Terminó por colapsar edificaciones dañadas por el sismo del día anterior, asimismo causó alarma y pánico en la Ciudad de México y en la región epicentral. En la capital del país fue catalogado como grado VI (Fuerte) en la escala de Mercalli. |
| 30 de abril de 1986 02:07:18 (05:07:18 UTC)                                     | 7,0                              | Michoacán (18°24′14″N 102°58′23″O / 18.404, -102.973)                                                                | Michoacán                                                                            | Réplica tardía del terremoto principal del 19 de septiembre de 1985. |
| 21 de abril de 2013 20:16:34 (01:16:34 UTC)                                     | 5,8 (según SSN) 5,9 (según USGS) | 10 km al sur de Lázaro Cárdenas, 21 km al noreste de Las Guacamayas, Michoacán (18°27′N 102°19′O / 18.450, -102.317) | Michoacán, Distrito Federal                                                          | Daños menores en Las Guacamayas, Michoacán. Suspensión temporal del suministro eléctrico en las colonias Roma, Doctores, Obrera y Santa María la Ribera de la Ciudad de México. El sismo tuvo una profundidad de 58 km. |
| 17 de julio de 2018 03:54:40 (03:54:40 UTC)                                     | 5,1                              | 88 km al suroeste de Coalcomán, Michoacán                                                                            | X                                                                                    | Tuvo una profundidad de 10 km |
| 17 de julio de 2018 04:39:38 (04:39:38 UTC)                                     | 4,3                              | 70 km al suroeste Coalcomán, Michoacán                                                                               | X                                                                                    | Réplica del sismo anterior |
| 19 de septiembre de 2022 13:05:07 (19:05:07 UTC)                                | 7,7                              | 63 km al sur Coalcomán, Michoacán                                                                                    | Occidente y centro de México                                                         | El terremoto dejó un saldo de 2 a 3 muertos y 38 heridos. Este sismo ocurrió el mismo día que se conmemoraban los sismos de 1985 y 2017 que devastaron la ciudad en ambas ocasiones. |
| 22 de septiembre de 2022 01:16:09 (07:16:09 UTC)                                | 6.9                              | 84 km al sur Coalcomán, Michoacán                                                                                    | Michoacán, Colima y la Ciudad de México                                              | Réplica más fuerte del terremoto de 7.7 del 19 de septiembre. Está réplica dejó dos personas muertas y tres heridos |